# LNWR Güterwagen Nr. 14333
Der Güterwagen mit der Nummer 14333 nach Musterblatt 37 der britischen London and North Western Railway (LNWR) entstand 1903 in den eigenen Werkstätten der Eisenbahngesellschaft in Crewe.

## Geschichte
Um 1900 waren zweiachsige Güterwagen in Großbritannien in der Regel sehr kurz. Meist nur zwischen 4500 und 4800 mm lang und mit einem Ladegewicht von 10 Tonnen.
Der damalige leitende Ingenieur der Wagonbauabteilung der LNWR, J. W. Emmett, der seit 1867 im Amt war, experimentierte zum Ende seines Arbeitslebens mit längeren Güterwagen und entwarf 1903 einen gedeckten Güterwagen mit einer Länge von 27 Fuß (8229,6 mm) und einer Zuladung von 15 Tonnen.
Die LNWR entschloss sich jedoch, bei den gewohnten kurzen Wagen zu bleiben. Der neue leitende Wagenbauingenieur H. D. Earl konstruierte 1904 einen neuen Standardwagen nach Musterblatt 87 mit 16 Fuß (4876,8 mm) Länge. Von diesem Typ entstanden bis 1908 insgesamt 1349 Exemplare. Das Nachfolgemodell, der von 1908 bis 1922 rund 6000 mal gebaute Typ nach Musterblatt 88, war 18 Fuß (5486,4 mm) lang.
Beide Typen wiesen allerdings viele der Konstruktionsmerkmale des von Emmett entworfenen Wagens 14333 auf.
Der lange Wagen 14333 blieb ein Einzelstück. Nie mehr erreichte ein zweiachsiger gedeckter Güterwagen bei der LNWR diese Länge. Wie lange der Wagen im Einsatz war, ist nicht genau bekannt.

## Beschriftung
Güterwagen der LNWR waren damals dunkelgrau lackiert und wurden bis 1908 lediglich mit zwei liegenden weißen Rauten auf jeder Wagenseite gekennzeichnet. Die Rauten als Symbol wurden von der Grand Junction Railway übernommen, die 1846 in der LNWR aufging. Zusätzlich war am Längsträger eine Schild aus Gusseisen mit den Buchstaben „L.N.W.“ und der Nummer des Wagens angebracht.
Wagen 14333 hatte zusätzlich auf jeder Längsseite links oben die Abkürzung „L.N.W.R.y“ und rechts oben die Wagennummer in relativ großen weißen Buchstaben.